# Eksteroreceptor
Eksteroreceptor – receptor pobudzany przez zewnętrzne bodźce fizyczne lub chemiczne, np. światło, dźwięk, w przeciwieństwie do proprioreceptorów reagujących na procesy zachodzące wewnątrz organizmu. Odbiera czucie eksteroreceptywne (powierzchowne), takie jak: dotyk, uścisk, ból, temperatura.
Eksteroreceptory dzielą się na:
- kontaktoreceptory
- telereceptory